# Pelosia taurica
Pelosia taurica là một loài bướm đêm thuộc phân họ Arctiinae, họ Erebidae.